# Dino Valls
Pour les articles homonymes, voir Valls (homonymie).
Dino Valls est un peintre espagnol, né à Saragosse en 1959.

## Biographie
S’appuyant sur une passion d’enfance pour le dessin, Valls appris lui-même à peindre à l’huile à partir de 1975. Après avoir obtenu son diplôme en Médecine et Chirurgie en 1982, Valls se consacre à plein temps à la peinture.

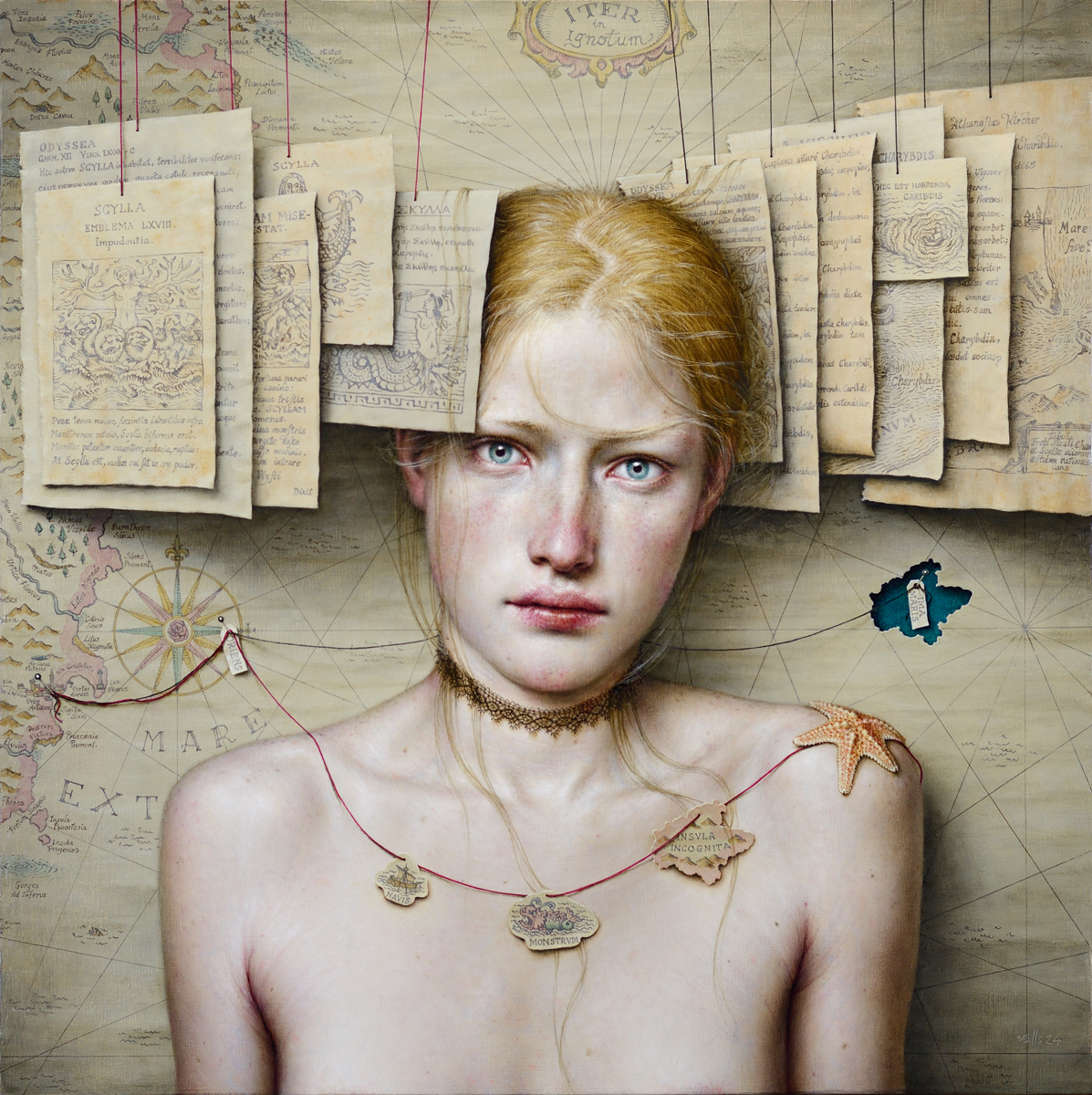
ITER (Dino Valls, huile sur bois, 50 x 50 cm. 2024)

Comme l’un des représentants espagnols de l’avant-garde de l’art figuratif, le travail de Valls affiche une forte influence des maîtres du passé et de leurs études sur l’être humain. Au début des années 90, Valls a commencé à étudier l’utilisation de tempera à l’œuf, l’adaptation et la personnalisation des techniques des maîtres italiens et flamands du XVe au XVIIe pour créer des œuvres nouvelles dans des combinaisons de tempera et d’huile. Ses peintures permettent d’élaborer et d’étendre les méthodes des maîtres du passé, en employant des techniques formelles figuratives comme l’exploration de la psyché humaine, en utilisant la figuration uniquement comme un support formel dans lequel se projette un contenu conceptuel d’une profonde charge psychique, et où les pulsions les plus obscures de l’inconscient s’élaborent en un processus symbolique d’intellectualisation.
Valls a participé à d’importantes expositions internationales d’art contemporain, notamment en Europe et aux États-Unis.